# Egyedi Dávid
Egyedi Dávid, születési és 1911-ig használt nevén Klein Dávid (Sály, 1885. július 18. – Budapest, Józsefváros, 1960. április 30.) bőrgyógyász, urológus, főorvos.

## Életpályája
Egyedi (Klein) Benjámin (1861–1952) kántor és Heller Rebeka (1864–1945) gyermekeként született zsidó családban. A Ciszterci Rend Pécsi Római Katolikus Főgimnáziumában érettségizett (1903). Tanulmányait a Budapesti Tudományegyetem Orvostudományi Karán folytatta, ahol 1909-ben orvosdoktorrá avatták. 1909 és 1911 között a Bethesda Kórház alorvosa volt, majd a Gróf Apponyi Albert Poliklinika urológiai osztályára került mint asszisztens. Az első világháború idején tizenhárom hónapon át frontszolgálatot teljesített. A 70. gyalogezred segédorvosaként megkapta a koronás arany érdemkeresztet a vitézségi érem szalagján (1915). Később átvette a Nagyváradi Császári és Királyi Tartalékkórház venerológiai és urológiai osztályának vezetését. Az 1914/15. tanévben az Országos Magyar Izraelita Ösztöndíjegylet jóvoltából 400 koronás ösztöndíjban részesült. A háborút követően kinevezték a Teleia rendelő főorvosává. 1923 februárjában Lehner Imrével Bőrgyógyászati, Urológiai és Venerológiai Szemle címen szakfolyóiratot jelentetett meg, mely 1928-tól az akkor megalakult Magyar Dermatológiai Társaság hivatalos közlönye lett. A Budapesti Orvosi Kaszinó választmányi tagja, 1927 és 1937 között az Orvostudományi Szemle főmunkatársa és a Teleia című folyóirat belső munkatársa volt. Az 1945. május 28-án megalakult Urológiai Szakcsoport választmányi tagja volt. Halálát általános érelmeszesedés okozta.
A Kazinczy szabadkőműves páholy főmestere volt.
Felesége Pollatschek Elza (1889–1967) volt, Pollatschek Jónás mészárosmester és Rosner Júlia lánya, akivel 1910. március 3-án Budapesten, a Terézvárosban kötött házasságot. Gyermekük Egyedi László (1912–1943).

## Művei
- A gonococcus-serummal illetőleg - vaccinával történt oltásokról. (Budapesti Orvosi Újság, 1912, 2.)
- A kankós szövődmények vaccinával való kezelése. (Budapesti Orvosi Újság, 1914, 1.)
- A vizelet visszatartási képtelensége és a harczképesség. (Budapesti Orvosi Újság, 1916, 51.)
- Viaszkgyertya a hólyagban. (Orvosi Hetilap, 1918, 15.)
- Az indigokarmin és phloridzin intravénás alkalmazása a sebészeti vesemegbetegedések működéses vizsgálatára. (Orvosi Hetilap, 1921, 36.)
- A vérvizelés diagnosticai jelentősége. (Budapesti Orvosi Újság, 1926, 48.)
- A cystouretero- és pyelographia mai állása. (Gyógyászat, 1927, 51–52.)
- A diathermia szerepe az urológiában. (Budapesti Orvosi Újság, 1928, 9.)
- A gyakorlóorvos sebészeti urológiája és venerológiája. Lobmayer Géza előszavával. Budapest, 1934